# نور الدين
نور الدين (بالفارسية: نورالدین) هي قرية تقع في قسم تشناران الريفي (مقاطعة تشناران) في إيران. يقدر عدد سكانها بـ 156 نسمة بحسب إحصاء 2016.